# Грчко-персијски ратови
Грчко-персијски ратови (познати и као Међански ратови или Персијски ратови), су били серија ратова измећу Ахеменидског краљевства Персије и савеза грчких полиса предвођених Атином и Спартом. Грчко-персијски ратови су почели устанком грчких градова Јоније против Ахеменидског краљевства, 499. п. н. е. који је освојио Јонију средином 6. века п. н. е. Устанак малоазијских Грка је евентуално угушен 494. п. н. е. када је грчка флота одлучно поражена у поморској бици код Ладе. Војна помоћ који су пружили побуњеним Јонским Грцима, градови континенталне Грчке били су изговор за евентуални casus belli (разлог за рат) Персијског царства против грчких полиса.
Прва инвазија Персије против Грчке, десила се 493. п. н. е. када је персијска флота уништена од невремена код рта Атос. Истовремено персијска војска приморала је Македонију да ступи у вазални однос са Персијом. Следећи напад Персије, године 490. п. н. е., био је упућен ради кажњавања Атине и Еретрије који су пружили војну помоћ Јоњанима током Јонског устанка. Персијанци су освојили и разорили Еретрију, међутим нису успели да освоје Атину јер су одлучно поражени у Маратонској бици. Персијски цар Дарије I је планирао нови поход против Грчке, али је преминуо 486. п. н. е. Његов син и наследник, Ксеркс је покренуо велику војску против Грчке 480. п. н. е. велики персијски напад на Грчку, приморао је хеленске градове да оснују одбрамбени савез на челу са Спартом, 481. п. н. е. Августа 480. п. н. е. Ксеркс на челу велике војске је прешао без отпора Македонију и Тесалију и био је приморан да се заустави у Термопилском кланцу на самом улазу јужне Грчке. У том кланцу грчке снаге, предвођене спартанским краљем Леонидом су пружиле огорчени отпор Персијанцима који су претрпели знатне губитке. Персијанци су успели да заокруже и униште грчке снаге после три дана и омогуће улаз у јужну Грчку. Ахеменидска војска је освојила и разорила празну Атину чије је становништво напустило уочи персијског напада. Упркос лаком освајању Атине, персијска флота је одлучно поражена у поморској бици код Саламине и сам Ксеркс је био приморан да се повуче у Азију, остављајући део своје војске под командом Мардонија у Тесалији. Следеће 479. п. н. е. у бици код Платеје уједињена грчка војска је поразила персијске трупе док истовремено грчка флота је поразила персијску флоту код Микале, дефинитивно отклонивши персијску опасност од Грчке.
Војни успеси су омогућили Грцима да пређу у контраофанзиву, формирају Делски савез и на челу са Атином ослободе грчке градове Мале Азије и Хелеспонта од персијске владавине. Преко времена Делски савез се претворио у Атинску поморску империју која је интервенисала у персијске провинције Кипра и Египта, изазивајући и промовишући устанке против Ахеменидског краљевства. Непријатељства измећу Хелена и Персијанаца су трајала до 449. п. н. е. када је потписан Калијин мир који је окончао Грчко-персијске ратове.

## Историографија
Током Грчко-персијских ратова десила се одлучна транзиција у историографији. Ранији владари Египта, Бабилоне и Асирије имали су обичај да остављају натписе са званичним исходом историјских догађаја који су се десили током њихових владавина и који су прославили њихове подвиге. Међутим период Грчко-персијских ратова се сматра од одлучног значаја у светској историји због самог развоја историје као науке. Мада током 6. века п. н. е. у хеленском свету су постојали такозвани логографи, писци који су записивали догађаје и географске податке, попут Хекатеја из јонског града Милета, Херодот из Аликарнаса се сматра првим научником историчаром у светској историји, упркос томе што његове Историје које се сматрају главним извором не само Грчко-персијских ратова већ и периоду од неколико векова пре тих сукоба, нису толико колико Историја Пелопонеског рата, потоњег историчара Тукидида. Херодот (отприлике 485—429. п. н. е.) се сматра првим правим историчаром у историји. Његово дело, Историје, које су Александријски интелектуалци у 3. веку п. н. е. поделили у девет књига, и свакој књизи дали по једно име од сваких девет Муза из Грчке митологије, је главни извор Грчко-персијских ратова и претежно се односи на том сукобу као на сукобу Европе и Азије. Историчар који је наследио Херодота, Тукидид, се сматра првим научним историчаром док историчару из Аликарнаса недостаје научна врлина која је одликовала његовог наследника и аутора Историје Пелопонеског рата. Римски беседник Цицерон је назвао Херодота, оцем Историје, из разлога као одликовање њега самога као првог историчара који је истраживао своје изворе, и који је вероватно више пута ступио у контакт са непосредним учесницима Грчко-персијских ратова, како са хеленске тако и са „варварске” стране. Херодотова веродостојност је била део велике дебате током саме антике. Грчки историчар и биограф из 2. века н. е. Плутарх је критиковао Хеородота као историјског извора исувише оданог Персијанцима, и написао је дело познато као „О Херодотовој неозбиљности” где критикује Аликарнасца као непримереног историчара. Упркос тим оптужбама, као и Херодотовим научно прихваћеним претеривањима, нарочито о бројности персијске војске, Херодот се сматра веома поузданим извором за Грчко-персијске ратове. Због преовладавања хеленских историчара, Грчко-персијски ратови су написани са Грчког гледишта. Не постоје писани остаци из доба Ахеменида који се односе на Персију, која је иначе генерално оскудна о писаним изворима. Један изузетак је историја Грчко-персијских ратова коју је написао грчки лекар Ктесија, који је боравио на персијском двору крајем 5. века п. н. е. Ктесија се међутим због његовог лошег стила писања као и великом броју грешака не сматра поуздан извор Грчко-персијских ратова. Херодотову историју Грчко-персијских ратова је наставио Тукидид, где је атински историчар описао Атинску експанзију на рачун Персијанаца и стварање моћне Атинске поморске државе. Грчко-персијски ратови се генерално данас сматрају првим ратовима који су детаљно историјски документовани, поред свих Херодотових претеривања и митолошких додавања.
Оригинални историјски извори о Грчко-персијским ратовима не заустављају се само на Херодота, већ укључују и известан број других античких аутора који међутим нису блиски историјском периоду Грчко-персијских ратова. Остали важни извори Грчко-персијских ратова су Диодор са Сицилије у својој Историјској библиотеци из 1. века п. н. е. Важни подаци о хеленско-персијским сукобима, могу се додатно наћи у Плутарховим, Упоредним животописима из 2. века н. е. Описујући животе племенитих Грка и Римљана, Плутарх придаје подробне податке о животима личности који су играли истакнуту улогу у Грчко-персијским ратовима, попут Темистокла и Аристида. Римски извори не спомињу Грчко-персијске ратове, изузев Корнелија Непа и Јустина у неким деловима њихових радова. Карактеристично је да византијска библиотека из 10. века н. е. Суда, има прилично подробне податке о том често називаном сукобу цивилизација.

## Увод
Током 6. века п. н. е. Хеленски свет се налазио у великом успону. Грци су током периода Друге велике колонизације населили обале Црног мора, јужне Италије, Сицилије, северне Африке као и далеке обале западног Медитерана. Током тог периода Грчки свет је био подељен на стотине малих градова-држава који су били познатији као полиси. Најнапреднији и најбогатији део хеленског света није се у то доба налазио у континенталној Хелади већ на егејским обалама Мале Азије, у региону који је колективно остао познат у историји као Јонија. Јонија, која је насељена Грцима током 10. и 9. века п. н. е. након велике Дорске сеобе у самој Грчкој, је током Архајске ере била најразвијенији део хеленског света. Грчки градови Јоније, Еолиде и Дориде су били далеко просперитетнији од осталих хеленских полиса захваљујући пре свега изванредном географском положају који им је обезбеђивао изванредне везе са трговинским путевима Средњег истока. Карактеристично је да је у самој Јонији рођена филозофска мисао, предвођена првим признатим филозофом у историји, Талесом из Милета.
Првом половином 6. века п. н. е. краљевина Лидија која је била предвођена краљем Крезом, је кренула у освајање хеленских градова уз обалу Мале Азије. Упркос томе што је Крез после извесног времена освојио грчке градове, он је сам био велики хеленофил и допустио је грчким градовима широку аутономију, не спречавајући, него већ у суштини подржавајући њихов економски и културни процват. Јонски Грци су имали више користи од Лидијске владавине него штете. Лидијска краљевина са седиштем у граду Сарду је била веома корисна Хеленима као cordonne sanitairre против великих источњачких империја које су се налазиле на источним границама Лидије.

## Персијска експанзија
У 7. веку п. н. е. Персија, мала краљевина на југозападном делу данашњег Ирана налазила се у вазалном односу према моћном Међанском царевином која је доминирала просторима данашњег Ирана и била је најмоћнија међу Иранским државама. Године 612. п. н. е. Међанско царство заједно са Нео-Бабилонским царством је дефинитивно укинуло Асирско краљевство заузимајући велике делове Месопотамије и доминирајући великим делом Средњег истока. Нагли успон Персије је почео за време владавине краља Кира II, Великог, (559—529. п. н. е.) Наиме персијски краљ је дошао у отворени сукоб са Међанским царем Астијагом који је покренуо војску против њега. Кир је успео да убеди противничку војску да дигне устанак против сопственог краља и на тај начин је успео да порази Међане и оснује Персијско царство. У том царству су истакнуту улогу поред Персијанаца играли и сами Међани, што није ни чудо да се у хеленским изворима Персијанци често поистовећују са Међанима. Нагли успон Персије након нестанка Међанског царства је пореметио равнотежу сила на Бликсом истоку. Узнемирени краљ Лидије, Крез је склопио савезништво са Бабилоном и са Египтом како би отклонио Персијску опасност од своје државе. Лидијски краљ је после саветовања од стране Делфског храма одлучио да нападне први Персијанце. У крвавој бици код Птерије, године 547. п. н. е. нико није победио међутим бројна супериорност Кирове војске приморала је Креза да се повуче према главном граду Лидије, Сарду. У одлучујућој бици код Сарде, 546. п. н. е. Лидијска војска је била потучена до ногу док је сам Крез био вероватно заробљен. На тај начин је освојена Лидијска краљевина која је престала да постоји. Персијанци су наставили после тога са освајањем малоазијске обале Егејског мора, ефикасно стављајући под своју контролу хеленске градове Мале Азије као и острве источног Егејског мора која су изразила лојалност персијском цару.
Године 539. п. н. е. Кир Велики је освојио Бабилону и укинуо је Нео-Бабилонско царство. На тај начин Персија је постала најснажнија држава на Блиском истоку. Персијанци су према већини процена били прва нација која је била свесна како се влада неким царством где мултиетничка коегзистенције је неопходна да би задржала јединство саме државе. Карактеристично је да су Персијанци показивали велику толеранцију према страним обичајима и верама и били су веома свесни да су владали великим делом света. Сам велики краљ Персијанаца, Кир II, је лично давао такве примере показујући својим војницима да цене и поштују стране обичаје. Снажно толерантан став према освојеним народима омогућио је Персијанцима да прошире своје царство. Кир II је умро 529. п. н. е. када је највероватније погинуо у војној кампањи против номадског народа Масагета. Кира је наследио његов син Камбиз који је проширио своје царство, освајајући Египат. Камбиз је умро под неразјашњеним околностима 522. п. н. е. У Персијском царству је уследила династијска криза и борба за власт, из те борбе као победник је изашао племић под именом Дарије. Дарије је имао далеке крвне везе са владајућом династијом, што му је омогућило да легализује своју власт. Дарије је означио Ахемениса као свог и Кировог заједничког претка и дао име Ахеменидска, својој династији.
Дарије I, је проширио своју царевину на рачун својих северних и источних суседа и током његове владавине Персијско царство је достигло врхунац своје територијалне експанзије. Када је ступио на престо, нови персијски цар се суочио са великим бројем устанака, нарочито у Бабилонији и у Еламу који били угушени у крвљу. Поред тога Персијско царство се проширило према истоку и северу и достигло свој територијални врхунац. Крајем 6. века п. н. е. Ахеменидско краљевство се простирало од планинског ланца Хималаја у Централној Азији до јужне обале Дунава на Балкану, и од античке Етиопије и Либије на Западу до долине Инда на истоку. Дарије осим значајан освајач се доказао поред тога и као веома ефикасан администратор. Персијски цар је коренито реформирао монетарни систем царства. Он је увео заједничку монету, такозвани Дарик, златан новац који је имао циљ да уједини трговачка подручја пространог царства. Међутим таква монетарна политика је истовремено била штетна за економске интересе хеленских градова из разлога зашто златни Дарици су имали већу вредност од хеленског новца. Поред монетарне политике Дарије је насупрот Кира, неговао профил чврстог и строгог владара, чинећи његову владавину потпуно апсолутистичком и ефикасно централизујући сопствену власт. Крајем 6. века п. н. е. Ахеменидско краљевство Персије је било највеће царство у дотадашњој историји човечанства и његове армије су се сматрале непобедивим.

## Јонски устанак
Грчко-персијски ратови трајали су педесет година, са дужим или краћим предасима (499.-449. п. н. е.). Сукоби су почели када су Грци у Малој Азији покушали да се ослободе персијске власти. Побуна коју су подигли под вођством града Милета позната је у историји под називом Јонски устанак (499.-494. п. н. е.). Знајући да се сами не могу изборити с огромном персијском војском, побуњеници су потражили савезнике у Грчкој. Најпре су се обратили Спарти као најмоћнијем полису. Позвали су Спартанце да освоје Азију и персијску престоницу Сузу, где их је у царским ризницама чекало богатство достојно бога Зевса. Спартански краљ је упитао милетске изасланике колико траје пут од обале Мале Азије до Сузе. Када је сазнао да је за то потребно три месеца, одбио је да помогне побуњеницима. Они су се потом обратили Атињанима, који су послали 20 тријера, лако наоружаних бродова.
Побуњеници су у почетку имали доста успеха. Устанак се нагло ширио. На југу је захватио острво Кипар, а на северу градове на обалама Хелеспонта и Пропонтиде. Персијски цар Дарије морао је брзо да реагује. Усклађеним акцијама три велике војске успео је да са свих страна опколи Милет, средиште побуне. Одлучујућа битка одиграла се 494. п. н. е. код острва Ладе на улазу у милетску луку. Персијска флота, састављена од египатских и феничанских бродова, разбила је хеленске снаге; Милет је освојен и спаљен. Ови догађаји означили су слом Јонског устанка.

## Маратонска битка
Неколико година после слома Јонског устанка Дарије I је преузео велики поход на Хеладу. Изговарао се да жели да казни Атињане јер су пружили помоћ побуњеницима. Толико је жудео за осветом да је, према предању, једном свом робу наредио да га за време сваког обеда подсећа на Атињане. Даријева права намера била је, у ствари, да освоји читаву Хеладу.
Персијска војска је 490. п. н. е. прешла Егејско море и искрцала се на Маратонском пољу у Атици. У боју који се ту одиграо победу су однели Атињани иако су њихове снаге биле знатно малобројније. Када је у зору дат знак за борбу, атински војници су јурнули на Персијанце. Последњих неколико десетина метара су претрчали, да би што више смањили учинак прецизних варварских стрелаца. Грчки историчар Херодот бележи да су Персијанци помислили да су Атињани полудели, угледавши их где нападају трком, без стрелаца и коњице. Потом су напали варваре с леђа. Персијанци су почели у нереду да се повлаче; Атињани су их гонили и убијали. Претрпевши велике губитке (у боју је погинуло 6400 Персијанаца и само 192 Атињана), Даријеве снаге су се на крају докопале својих бродова и повукле из Грчке. По предању, један атински војник (Филипидис) је претрчао 42 km од Маратонског поља до Атине да би грађане известио да су победили. Дошао је до Атине и рекао: „Победили смо!” Истог тренутка је издахнуо. Од тог дана се у његову част и част бораца на Маратонском пољу, стари Хелени су направили игру која се зове „маратон”, која се и дан данас изводи на Олимпијским играма.
У годинама после маратонске битке, водећа улога у политичком животу Атине припала је чувеном државнику Темистоклу. Он је поставио темеље атинске поморске моћи. Захваљујући открићу нове среброносне жиле у рудницима на југу Атике, државна благајна је била пуна новца. Темистокле је еклесију успео да убеди да се тај новац, који је требало да буде подељен Атињанима, употреби за изградњу 200 тријера. Ови бродови, на којима почива снага Атине, чинили су окосницу хеленске флоте која се у следећим деценијама борила против Персијанаца.